# Huesos en el desierto
Huesos en el desierto es un libro de crónica periodística escrito por el periodista y escritor mexicano Sergio González Rodríguez y publicado en 2002 por la Editorial Anagrama. El texto investiga a profundidad la ola de feminicidios ocurridos en Ciudad Juárez, en el norte de México, durante la década de 1990 e inicios del 2000. Con un estilo que combina el reportaje, la crónica y el ensayo, la obra expone numerosos casos de mujeres jóvenes –incluyendo niñas– que fueron violadas, torturadas y asesinadas, cuyos cuerpos aparecieron abandonados en el desierto a las afueras de la ciudad. González Rodríguez analiza estos crímenes desde una perspectiva social, política y criminal, denunciando la trama de complicidades e impunidad entre los perpetradores, las autoridades locales, miembros prominentes de la comunidad e incluso funcionarios de alto nivel del gobierno mexicano.

## Sinopsis
La obra presenta un relato cronológico y exhaustivo de los asesinatos de mujeres en Ciudad Juárez desde 1993 hasta principios del año 2000. A lo largo de sus capítulos, González Rodríguez reconstruye decenas de casos reales de feminicidio, detallando las circunstancias de las desapariciones, el hallazgo de los cadáveres en parajes desérticos y las deficiencias de las investigaciones oficiales. El autor recoge testimonios de familiares de víctimas, reportes policiales y expedientes judiciales, conformando un “expediente” narrativo que documenta patrones recurrentes en los crímenes. Se describen escenas de violencia extrema —cuerpos con signos de violación, mutilación y estrangulamiento— y se enumeran los nombres de las víctimas, enfatizando la magnitud del fenómeno y la indiferencia institucional que permitió su continuidad. Según los datos recopilados, entre 1993 y 2002 fueron asesinadas cerca de 300 mujeres en Juárez sin que hubiese justicia para ellas. Cada caso en el libro sirve para ilustrar las fallas sistemáticas en la respuesta de las autoridades locales y federales.
El enfoque de González Rodríguez trasciende la simple crónica roja: el autor articula un análisis estructural de los feminicidios, vinculado con la cultura de la violencia misógina y la corrupción en México. En Huesos en el desierto convergen la narración de hechos concretos con la reflexión crítica sobre las causas de fondo. González Rodríguez argumenta que el machismo arraigado y la misoginia sistémica en la sociedad mexicana son factores centrales detrás de los asesinatos. Asimismo, destaca que la corrupción e ineptitud de las autoridades –policías, jueces y funcionarios– facilitaron la ola de crímenes al proteger a los culpables y garantizar su impunidad. En palabras del propio autor, la corrupción “ha hecho posible la oleada de asesinatos al proteger al crimen organizado y a los grupos de poder en México; la impunidad promueve el furor homicida”. El libro revela vínculos oscuros entre delincuentes, policías y poderosos locales: se mencionan casos de servidores públicos implicados, pistas que conducen a empresarios, narcotraficantes e incluso miembros del Ejército, y la existencia de un pacto de silencio que impide esclarecer los crímenes.
Huesos en el desierto se caracteriza por un estilo híbrido y riguroso. La narración alterna entre la crónica periodística directa y pasajes de análisis ensayístico, incorporando también elementos de ciencias sociales y contexto histórico. Esta mezcla de géneros obedece a la intención de denuncia documental de la obra; el autor pretende “reconstruir ese expediente escamoteado por las fuerzas policiales” y dar voz a las víctimas cuya historia había sido ignorada o minimizada. De este modo, el libro funciona como un “relato reparador” frente a la impunidad: expone la realidad oculta de los feminicidios para la conciencia pública, con la esperanza de estimular una reacción social y política.

## Recepción crítica
Desde su publicación, Huesos en el desierto obtuvo amplio reconocimiento por parte de la crítica literaria y periodística, tanto en México como internacionalmente. En México, la obra fue saludada como un aporte fundamental para entender la violencia de género en el país. El reconocido cronista Carlos Monsiváis dedicó una reseña al libro titulada “Huesos en el desierto: escuchar con los ojos de las muertas” (publicada en la revista Debate Feminista en 2003), en la cual resaltó la crudeza y urgencia del testimonio recopilado por González Rodríguez. Monsiváis enmarcó los feminicidios de Juárez como “la explosión homicida más terrible que se ha conocido”, y consideró que la narración del autor confronta a la sociedad mexicana con “la distopía perfecta” de la violencia misógina impune, producto del atraso social y la alianza perversa entre el patriarcado y la falta de estado de derecho. Estas reflexiones subrayaron el valor del libro como documento de denuncia: para Monsiváis y otros críticos, la obra visibiliza una realidad dolorosa que había sido ignorada por las autoridades, cumpliendo una función ética al “hablar de lo que otros silencian” (en palabras del propio González Rodríguez).
En la prensa cultural mexicana se destacó que la investigación de González Rodríguez en Chihuahua le otorgó una “credibilidad irreprochable” para abordar el tema. El periodista y novelista Juan Villoro calificó el libro como un parteaguas del periodismo narrativo sobre la violencia en la frontera norte, y la revista Este País lo mencionó como “una de las obras más importantes que se han escrito sobre los feminicidios en Ciudad Juárez”. Asimismo, se elogió el estilo híbrido del texto: la académica Anadeli Bencomo resaltó la contribución formal de la obra, al ampliar los límites de la crónica tradicional e incorporar análisis interdisciplinarios que ayudan a comprender la crisis social de México. En el plano internacional, Huesos en el desierto también fue bien recibido. Tras su traducción al francés e italiano, críticos extranjeros reconocieron su valor documental y literario. Por ejemplo, la revista francesa Livres Hebdo y otras publicaciones europeas publicaron reseñas positivas, y en Estados Unidos se ha citado el libro en análisis sobre la violencia en la frontera.
El novelista chileno Roberto Bolaño –quien investigaba los mismos crímenes para su obra póstuma 2666– fue uno de los admiradores más destacados del libro. Bolaño entabló amistad con González Rodríguez e incluso leyó el manuscrito de Huesos en el desierto antes de su publicación. En 2002, Bolaño publicó un ensayo titulado “Sergio González Rodríguez bajo el huracán” (incluido luego en su compilación Entre paréntesis), donde expresó su alta estima por la investigación.

## Premios y reconocimientos
Huesos en el desierto y su autor han recibido diversos reconocimientos, tanto en México como en el extranjero. En 2003, el libro fue finalista del Premio Lettre Ulysses de Reportaje Literario en Berlín (Alemania), uno de los galardones internacionales más prestigiados para obras de periodismo narrativo. Al año siguiente, en 2004, la obra también fue seleccionada como finalista del Premio Herralde de Novela, concurso literario convocado por la misma Editorial Anagrama. Esta nominación al Herralde fue inusual, dado que Huesos en el desierto no es una novela sino una crónica de no ficción; sin embargo, refleja el alto valor literario que el jurado reconoció en el texto. Por otra parte, la investigación de González Rodríguez sobre los crímenes de Juárez contribuyó a que el autor recibiera en 2013 el Premio Casa América Catalunya a la Libertad de Expresión en Iberoamérica, otorgado en Barcelona. Este premio destacó la valentía del autor al denunciar la violencia y la impunidad en México, y su solidaridad con los periodistas que arriesgan la vida cubriendo temas peligrosos.
Huesos en el desierto ha sido traducido a varios idiomas, ampliando su impacto internacional. Para 2006 ya contaba con edición en italiano (publicada por Adelphi) y en francés (por Éditions Passage du Nord-Ouest). La difusión en otros idiomas permitió que la problemática de los feminicidios en Ciudad Juárez fuera conocida por audiencias más amplias y que la labor de González Rodríguez alcanzara proyección global. Si bien el libro no obtuvo premios literarios directos en México, su importancia fue reconocida en el ámbito cultural: por ejemplo, en 2015, durante la Feria Internacional del Libro de Guadalajara, Sergio González Rodríguez recibió el Premio Nacional de Periodismo Cultural Fernando Benítez a su trayectoria, galardón en el que se mencionó su trabajo en Huesos en el desierto como una de sus contribuciones más destacadas. 

## Impacto cultural
La publicación de Huesos en el desierto tuvo un profundo impacto en el debate público sobre los feminicidios en México y se erigió como una obra de referencia obligada en el tema Antes de la aparición del libro, los asesinatos seriales de mujeres en Ciudad Juárez habían recibido atención limitada y dispersa; a partir de 2002, la extensa documentación y denuncia de González Rodríguez contribuyó a visibilizar internacionalmente la crisis de violencia de género en la frontera norte. Diversos periodistas, académicos y activistas han utilizado datos y conclusiones de Huesos en el desierto en sus propios informes y estudios sobre feminicidio. En el ámbito académico, por ejemplo, la obra es citada regularmente en investigaciones sobre violencia contra las mujeres, criminología y estudios culturales de la frontera, al punto de ser considerada una “referencia imprescindible” para comprender la brutalidad y la impunidad en el México contemporáneo. Organismos de derechos humanos y organizaciones feministas también han tomado el libro como sustento para exigir justicia y mayores medidas de protección para las mujeres. En el periodismo, Huesos en el desierto inauguró una forma de cobertura más profunda y crítica sobre los crímenes de Juárez; tras su publicación, se incrementó la atención de medios nacionales y extranjeros en el tema, generando reportajes de seguimiento y presión pública hacia las autoridades mexicanas.
El impacto de la obra trascendió el terreno documental para influir en la cultura popular y la literatura. Un caso notable es el de Roberto Bolaño, quien se inspiró directamente en Huesos en el desierto durante la escritura de su novela 2666. La sección titulada “La parte de los crímenes” de 2666 (publicada en 2004) está basada en los feminicidios de una ciudad ficticia (Santa Teresa) que replican los casos de Ciudad Juárez; para construir esa ficción, Bolaño tomó como principal fuente factual el trabajo de González Rodríguez. El novelista incluso rindió homenaje a su amigo periodista convirtiéndolo en personaje dentro de 2666: en la novela aparece un “Sergio González” (alter ego de González Rodríguez) que investiga los asesinatos de mujeres, reflejando dentro de la ficción la labor real del autor mexicano. El final de 2666 sugiere, de forma simbólica, el inicio de Huesos en el desierto, enlazando ambas obras en un continuo entre realidad y ficción–. La crítica ha señalado que al incorporar a González Rodríguez como personaje, Bolaño reconoció explícitamente la importancia periodística de Huesos en el desierto y dialogó con ella desde la novela, difundiéndola entre los lectores del mundo literario.
El libro ha inspirado otras producciones culturales que abordan la violencia en México. En el terreno audiovisual, el director canadiense Julien Elie citó Huesos en el desierto como motivación principal para crear su documental Soles negros (2018), el cual explora la violencia y la impunidad en diversas regiones de México. Impactado por la lectura de la obra, Elie contactó a González Rodríguez con la idea de adaptar el libro en un filme documental enfocado en Ciudad Juárez. El autor, sin embargo, lo animó a expandir el alcance más allá de Juárez, para mostrar que la violencia en México es “un monstruo de mil cabezas” y no un fenómeno aislado.